# Fetgölen, Småland
Fetgölen är en sjö i Högsby kommun i Småland och ingår i Emåns huvudavrinningsområde.